# Präsident von Ägypten
Der Präsident der Arabischen Republik Ägypten (arabisch رئيس جمهورية مصر العربية) ist das exekutive Staatsoberhaupt Ägyptens und der faktische Ernenner des offiziellen Regierungschefs gemäß der ägyptischen Verfassung von 2014. Nach den verschiedenen Fassungen der ägyptischen Verfassung seit der ägyptischen Revolution von 1952 ist der Präsident auch der Oberbefehlshaber der Streitkräfte und Chef der Exekutive der ägyptischen Regierung. Der derzeitige Präsident ist Abd al-Fattah as-Sisi, der seit dem 8. Juni 2014 im Amt ist.

## Geschichte
Der erste Präsident Ägyptens war Muhammad Nagib, der zusammen mit Gamal Abdel Nasser die ägyptische Revolution von 1952 anführte, die König Faruq stürzte und das Ende der britischen Kolonialherrschaft bedeutete. Obwohl Faruqs kleiner Sohn von den Revolutionären formell zu König Fu'ād II. erklärt wurde, lag die gesamte effektive Exekutivgewalt bei Nagib und dem Revolutionären Kommandorat. Am 18. Juni 1953, knapp ein Jahr nach dem Staatsstreich, schaffte der Rat die Monarchie in Ägypten und im Sudan ab und erklärte Ägypten zur Republik mit Muhammad Nagib als Präsident. Zu diesem Zeitpunkt war die Muhammad-Ali-Dynastie nur noch dem Namen nach existent, da sie mit der Übernahme der Kolonialherrschaft über Ägypten durch die Briten im späten 19. Jahrhundert praktisch ihre Macht verloren hatte. Die Präsidentschaft Nagib markierte somit den Beginn der Unabhängigkeit Ägyptens als Staat, nachdem das Land in der jüngeren Vergangenheit ständig von Besatzungsmächten besetzt gewesen war.
Im November 1954 trat Nagib nach einem schweren Zerwürfnis mit den jüngeren Militäroffizieren, die mit ihm an der Revolution teilgenommen hatten, als Präsident zurück. Danach blieb das Amt des Präsidenten bis Januar 1956 unbesetzt, als Gamal Abdel Nasser in einer Volksabstimmung zum Präsidenten gewählt wurde. Nasser blieb bis zu seinem plötzlichen Tod im September 1970 im Alter von 52 Jahren sowohl Präsident Ägyptens als auch Präsident der Vereinigten Arabischen Republik, die von 1958 bis 1971 bestand.
Nachfolger Nassers wurde sein Vizepräsident Anwar as-Sadat, der im Oktober 1970 durch eine Volksabstimmung gewählt worden war. Sadat war bis zu seiner Ermordung im Oktober 1981 Präsident und erhielt 1978 gemeinsam mit dem israelischen Premierminister Menachem Begin den Friedensnobelpreis für die Aufnahme von Friedensgesprächen zwischen den beiden Ländern. Ihm folgte sein Vizepräsident Husni Mubarak, der durch eine Volksabstimmung zum Präsidenten gewählt wurde und dies fast 30 Jahre lang blieb.
In der ägyptischen Revolution von 2011 wurde Mubarak, der vom 14. Oktober 1981 bis zum 11. Februar 2011 im Amt war, nach landesweiten Massenprotesten, die seine Absetzung forderten, zum Rücktritt gezwungen. Am 10. Februar 2011 übertrug Mubarak die Befugnisse des Präsidenten auf seinen kürzlich ernannten Vizepräsidenten Omar Suleiman. Die Ausübung der präsidialen Befugnisse durch Suleiman war nur eine vorübergehende Formalität, da das Amt des ägyptischen Präsidenten anschließend offiziell geräumt wurde und der Oberste Rat der Streitkräfte unter der Leitung von Feldmarschall Mohammed Hussein Tantawi die exekutive Kontrolle über den Staat übernahm.
Am 30. Juni 2012 wurde der der Muslimbruderschaft nahestehende Mohammed Mursi als Präsident Ägyptens vereidigt, nachdem er die ägyptischen Präsidentschaftswahlen 2012 am 24. Juni gewonnen hatte; er war der erste Präsident, der die Macht allein durch eine Wahl per Volksentscheid erlangte. Mursis Präsidentschaft war jedoch nur von kurzer Dauer, und etwas mehr als ein Jahr später, am 3. Juli 2013, wurde er nach Massenprotesten gegen seine Herrschaft seines Amtes enthoben. Abd al-Fattah as-Sisi, der unter Mursis Präsidentschaft als Verteidigungsminister diente und sein Amt auch nach Mursis Absetzung beibehielt, schied 2014 endgültig aus den ägyptischen Streitkräften aus, gewann dann die Präsidentschaftswahlen 2014 und wurde am 8. Juni 2014 als Präsident vereidigt. Nach dem Sieg bei den Präsidentschaftswahlen 2018 wurde er für eine zweite Amtszeit wiedergewählt. Im April 2019 hat das ägyptische Parlament die Amtszeit des Präsidenten von vier auf sechs Jahre verlängert. Präsident Abd al-Fattah al-Sisi durfte bei der nächsten Wahl 2024 für eine dritte Amtszeit kandidieren.

### Altes Wahlsystem

Standard des Präsidenten, 1972–1984

Die ägyptische Verfassung hat seit der Gründung der Republik im Jahr 1953 verschiedene Formen angenommen. In allen Versionen der republikanischen Verfassung bis 2005 basiert das Verfahren zur Wahl des Präsidenten auf dem der französischen Fünften Republik. Sowohl das ägyptische Zivilgesetzbuch aus der Zeit vor der Revolution als auch das nach der Revolution eingeführte semipräsidentielle Regierungssystem wurden stark von der rechtlichen und politischen Tradition Frankreichs beeinflusst. In diesem zweistufigen System nominiert die ägyptische Legislative, die Nationalversammlung (ein Name, der ebenfalls von ihrem französischen Pendant inspiriert ist), einen von mehreren Kandidaten für das Präsidentenamt. Ein Kandidat benötigt mindestens eine Zweidrittelmehrheit in der Versammlung, um die Nominierung zu erhalten. In der zweiten Phase wird der Kandidat durch eine Volksabstimmung aller Wahlberechtigten des Landes in seinem Amt bestätigt. Ägypten hat dieses System auch dann beibehalten, als es 1962 von Frankreich zugunsten direkter Präsidentschaftswahlen aufgegeben wurde, wodurch die Rolle der Legislative bei der Wahl des französischen Präsidenten wegfiel. In der ägyptischen Verfassung von 1971 wurde der Name der Nationalversammlung in „Volksversammlung“ geändert.

### Verfassungsänderungen 2005/2007
In den Jahren 2005 und 2007 wurden Verfassungsänderungen vorgenommen. Zu den Grundsätzen der geänderten Verfassung gehören:
- Wahl des Präsidenten der Republik in direkter und geheimer Abstimmung durch die wahlberechtigten Bürger.
- Sicherstellung, dass dem Volk mehrere Kandidaten zur Auswahl gestellt werden.
- Sicherstellung der Glaubwürdigkeit des Nominierungsverfahrens.
- Die Möglichkeit für die politischen Parteien, einen ihrer Spitzenkandidaten für die ersten Präsidentschaftswahlen vorzuschlagen.
- Die Einrichtung einer völlig unabhängigen Präsidentschaftswahlkommission, die den Wahlprozess überwachen soll.
- Sicherstellung der richterlichen Aufsicht über den Wahlvorgang.

Die folgenden Bestimmungen über das Wahlverfahren sind in Artikel 76 in der geänderten Fassung festgelegt:
- Ein erfolgreicher Kandidat muss mit der Mehrheit der Stimmen gewählt werden. Erreicht kein Kandidat diese Mehrheit, wird die Wahl nach mindestens sieben Tagen zwischen den beiden Kandidaten mit den meisten Stimmen wiederholt. Bei Stimmengleichheit zwischen dem Kandidaten, der die zweitmeisten Stimmen erhalten hat, und einem dritten Kandidaten nimmt der dritte Kandidat am zweiten Wahlgang teil. Der Kandidat, der im zweiten Wahlgang die meisten Stimmen erhält, wird zum Präsidenten erklärt.

- Die Änderung sieht auch vor, dass ein Gesetz zur Regelung der Wahlverfahren erlassen wird. Es wird erwartet, dass dieses Gesetz die verschiedenen Aspekte des Wahlprozesses selbst regelt, einschließlich der Finanzierung des Wahlkampfes, des gleichberechtigten Zugangs zu den Medien und der Garantien für einen fairen Wettbewerb.

- Wie in der Gesetzesänderung vorgesehen, wird das Gesetz dem Obersten Verfassungsgericht vorgelegt, damit es sich zu seiner Verfassungsmäßigkeit äußert. Damit wird ein wichtiger Präzedenzfall in der ägyptischen Rechtstradition geschaffen, wonach das Oberste Verfassungsgericht das Recht hat, nationale Rechtsvorschriften vorab zu überprüfen, um über ihre Vereinbarkeit mit der Verfassung zu entscheiden. Dies unterscheidet sich von der bisherigen Praxis, bei der das Gericht die nationale Gesetzgebung nach der Verabschiedung des Gesetzes im Wege der gerichtlichen Überprüfung überprüft hat.

## Befugnisse des Präsidenten
Nach dem System, das durch die Verfassungsänderungen von 1980, 2003 und 2007 zur Verfassung von 1971 geschaffen wurde, ist der Präsident die herausragende Persönlichkeit der Exekutive. Er ernennt den ägyptischen Premierminister und ernennt das Kabinett auf dessen Empfehlung, während er in Wirklichkeit sowohl Staats- als auch Regierungschef ist, die Außenpolitik bestimmt und den Oberbefehl über das Militär hat. Während des Kriegsrechts ernennt der Präsident auch die Dekane der Fakultäten und Majors und kann auch Personen aus der Privatwirtschaft anwerben oder entlassen. Der Präsident hat dann auch die Befugnis, Verordnungen zur Durchsetzung von Gesetzen, zur Gewährleistung eines ordnungsgemäßen öffentlichen Dienstes usw. zu erlassen, die in den Verfassungen von 2012 und 2014 auf den Premierminister übertragen wurde. In Ägypten herrschte seit 1981 das Kriegsrecht. Nach der ägyptischen Revolution im Jahr 2011, die das 30-jährige Regime des damaligen Präsidenten Husni Mubarak stürzte, wurde das Kriegsrecht vorübergehend ausgesetzt.
Die Verfassung von 2012 sah eine semipräsidentielle Regierungsform vor, bei der sich der Präsident die Exekutivbefugnisse mit dem Premierminister teilt, bis sie nach der Amtsenthebung Mursis ausgesetzt wurde. Diese Struktur wurde in der Verfassung von 2014 beibehalten, die nach dem Sturz Mursis ausgearbeitet wurde und nach einem Referendum im Jahr 2014 in Kraft trat.
Nach der aktuellen Verfassung von 2014 ist der Präsident sowohl Staatsoberhaupt als auch Chef der Exekutive. Er legt zusammen mit dem Premierminister und dem Kabinett die allgemeine Politik des Staates fest und überwacht deren Umsetzung. Er vertritt Ägypten nach außen und ist befugt, Verträge zu ratifizieren. Er kann während der Sitzungspause des Repräsentantenhauses Dekrete mit Gesetzeskraft erlassen, die dem Repräsentantenhaus nach dessen Wiederaufnahme zur Genehmigung vorgelegt werden müssen, und ist der Oberbefehlshaber der Streitkräfte. Der Präsident hat auch die Befugnis zur Begnadigung und kann in Notfällen die notwendigen Befugnisse ausüben.

## Voraussetzungen für die Ausübung des Amtes
Artikel 141 der ägyptischen Verfassung legt fest, welche Voraussetzungen erfüllt sein müssen, um Präsident zu werden. Der Präsident der Republik muss ägyptischer Staatsbürger sein, von ägyptischen Eltern geboren werden (und darf keine doppelte Staatsangehörigkeit besitzen), am Militärdienst teilgenommen haben oder davon befreit worden sein und darf nicht jünger als 40 Jahre alt sein.

## Wahl
Das Wahlverfahren findet 60 Tage vor Ablauf der Amtszeit des amtierenden Präsidenten statt.

## Letzte Wahl

### Kandidatur
In Artikel 142 der ägyptischen Verfassung wurden zusätzliche Anforderungen an die Kandidaten für das Präsidentenamt festgelegt.
- Die Kandidaten müssen die Empfehlung von 20 Mitgliedern des Repräsentantenhauses oder die Unterstützung von 25.000 Personen in 15 Gouvernementen haben, wobei in jedem Gouvernement mindestens 1.000 Unterschriften vorliegen müssen.[12]

## Wahlkommission für die Präsidentschaftswahlen
Die Änderung von Artikel 76 der Verfassung sieht die Einsetzung einer „Präsidentschaftswahlkommission“ vor, die völlig unabhängig ist und mit der Überwachung der Präsidentschaftswahlen beauftragt wird.
Die Kommission wird sich aus zehn Mitgliedern zusammensetzen, deren Vorsitz der Oberste Richter des Obersten Verfassungsgerichts und vier weitere Mitglieder der Justiz von Amts wegen wahrnehmen, nämlich der dienstälteste stellvertretende Präsident des Obersten Verfassungsgerichts, des Kassationsgerichts und des Obersten Verwaltungsgerichts sowie der Präsident des Berufungsgerichts in Kairo.
Der Rest der Kommission wird sich aus fünf unabhängigen und neutralen Persönlichkeiten des öffentlichen Lebens zusammensetzen: drei werden von der Volksversammlung und zwei vom Schura-Rat ausgewählt.
Die Beschlüsse dieses Ausschusses werden mit einer Mehrheit von sieben Stimmen gefasst. Diese Kommission hat eine Amtszeit von fünf Jahren und ist ausschließlich für die Überwachung der Präsidentschaftswahlen zuständig, einschließlich der Annahme der Nominierungen, der Bekanntgabe der Namen der zugelassenen Kandidaten, der Überwachung der Wahlverfahren, der Stimmenauszählung und der Bekanntgabe der Ergebnisse.
Der Ausschuss hat auch die endgültige gerichtliche Befugnis, über alle Anfechtungen oder Beschwerden im Zusammenhang mit den Präsidentschaftswahlen zu entscheiden; seine Entscheidung ist endgültig und kann nicht angefochten werden. Der Ausschuss erlässt seine eigenen Vorschriften und ist befugt, allgemeine Unterausschüsse aus Mitgliedern der Justiz einzusetzen, die die verschiedenen Phasen des Wahlprozesses unter seiner Aufsicht überwachen. Das Wahlverfahren wird an einem Tag abgeschlossen sein.

## Amtseinführung und Vereidigung
Gemäß Artikel 79 der Verfassung muss der Präsident vor der Ausübung seines Amtes den folgenden Eid oder die folgende Versicherung ablegen: „Ich schwöre bei Allah, dem Allmächtigen, die republikanische Ordnung aufrichtig zu wahren, die Verfassung und das Gesetz zu achten, die Interessen des Volkes uneingeschränkt zu wahren und die Unabhängigkeit und territoriale Integrität des Vaterlandes zu erhalten.“

## Amtszeit(en)
Nach der alten Verfassung betrug die Amtszeit des Präsidenten vier Jahre. Die Amtszeit des Präsidenten ist auf zwei Mal begrenzt, unabhängig davon, ob die Amtszeiten aufeinander folgen oder getrennt sind.
Am 14. Februar 2019 stimmte das ägyptische Parlament mit überwältigender Mehrheit für einen Entwurf zur Änderung der Verfassung von 2014, der unter anderem eine Verlängerung der Amtszeit des Präsidenten von vier auf sechs Jahre vorsieht und es dem amtierenden Präsidenten Abd al-Fattah as-Sisi ermöglicht, seine derzeitige Amtszeit auf sechs Jahre zu verlängern und eine dritte und letzte Amtszeit zu absolvieren, wodurch er von der ansonsten für das Amt des Präsidenten geltenden Begrenzung auf zwei Amtszeiten befreit wird. Diese Änderungen wurden anschließend im ägyptischen Verfassungsreferendum 2019 ratifiziert.
Während seiner Amtszeit darf der Präsident nicht offiziell einer politischen Partei angehören.
Wird der gewählte Präsident vor dem Ende der Amtszeit des amtierenden Präsidenten bekannt gegeben, bleibt der amtierende Präsident bis zum Ende seiner Amtszeit im Amt.

## Nachfolge
Für den Fall einer vorübergehenden Verhinderung des Präsidenten sieht die Verfassung vor, dass der Präsident seine Befugnisse an den Vizepräsidenten oder den Premierminister abgibt. Die Person, die das Amt übernimmt, ist jedoch in ihren Befugnissen eingeschränkt, da der neue Präsident das Parlament nicht auflösen, keine Verfassungsänderungen vorschlagen oder das Kabinett seines Amtes entheben kann.
Im Falle der Vakanz des Präsidentenamtes oder der dauerhaften Verhinderung des Präsidenten übernimmt der Präsident der Volksversammlung vorübergehend den Vorsitz. Wird die Volksversammlung zu einem solchen Zeitpunkt aufgelöst, übernimmt der Präsident des Obersten Verfassungsgerichts die Präsidentschaft unter der Bedingung, dass sich keiner der beiden für das Amt des Präsidenten bewirbt. Beide sind auch in ihren Befugnissen eingeschränkt, da sie das Parlament nicht auflösen, das Kabinett nicht absetzen und keine Verfassungsänderungen vorschlagen können.
Die Volksversammlung erklärt dann das Amt des Präsidenten für vakant, und innerhalb einer Frist von höchstens sechzig Tagen ab dem Zeitpunkt der Vakanz des Amtes wird ein neuer Präsident gewählt.
Obwohl die Verfassung keine direkte Rolle für den Vizepräsidenten im Prozess der Präsidentennachfolge vorsieht, ist es zur Tradition geworden, dass die Volksversammlung einen Vizepräsidenten für das vakante Amt des Präsidenten ernennt. Sowohl Sadat als auch Mubarak waren Vizepräsidenten, als das Amt des Präsidenten vakant wurde. Als Mubarak 1981 die Nachfolge des Präsidenten antrat, ernannte er jedoch erst am 29. Januar 2011 einen Vizepräsidenten, als er während der massiven Proteste, die Reformen forderten, Omar Suleiman zu diesem Amt ernannte.

## Rücktritt
Präsident Gamal Abdel Nasser reichte nach der überwältigenden ägyptischen Niederlage im Krieg gegen Israel 1967 seinen Rücktritt ein, bevor er nach Massendemonstrationen der ägyptischen Öffentlichkeit ins Amt zurückkehrte. Auch Präsident Mubarak trat am 11. Februar 2011 nach achtzehntägigen Protesten gegen sein Regime zurück.
Nach den Verfassungen von 2012 und 2014 kann der Präsident zurücktreten, indem er seinen Rücktritt vor der Volksversammlung einreicht.

## Offizielle Residenzen
Die ägyptische Präsidentschaft verfügt über 8 Präsidentenresidenzen sowie weitere Gästehäuser des Präsidenten. Die offizielle Residenz und der Amtssitz des Präsidenten ist der Heliopolis-Palast in Kairo. Weitere Präsidentenpaläste sind:
- Abdeen-Palast in Alt-Kairo, Kairo.
- Koubbeh-Palast, in Kairo.
- Raʾs-at-Tīn-Palast, in Alexandria
- Montaza Palace, in Alexandria
- at-Tahra-Palast, in Kairo
- al-Oroba-Palast, in Kairo